# Kroknäbbar
Kroknäbbar (Clytorhynchus) är ett fågelsläkte i familjen monarker inom ordningen tättingar. Släktet omfattar fem arter som förekommer på öar i Melanesien österut till Samoa:
- Brun kroknäbb (C. pachycephaloides)
- Rennellkroknäbb (C. hamlini)
- Mindre kroknäbb (C. vitiensis)
- Fijikroknäbb (C. nigrogularis)
- Nendokroknäbb (C. sanctaecrucis)